# Terre neuve (album)
Pour les articles homonymes, voir Terre neuve.
Terre neuve est le dix-neuvième album de Brigitte Fontaine, sortie 24 janvier 2020. 
Il contient deux reprises d'anciens titres (Les Beaux Animaux, face B du 45 tour Le Goudron paru en 1969, augmenté de plusieurs vers, et Ragilia paru sur l'album L'Incendie en 1974) et une reprise en anglais et en arabe de Au diable Dieu paru sur son album précédent J'ai l'honneur d'être. D'autre part, Parlons d'autre chose et L'Hermaphrodite sont extraits respectivement des livres L'Onyx rose et Paso doble.
Yan Péchin arrange  et réalise l’album , publié par Verycords. Il y compose 7 titres et joue aussi les guitares  de l'album.
Pour La Voix du Nord, il s'agit d'un album « rock » ; pour Les Inrockuptibles, l’album est « le plus frondeur et impétueux » de la chanteuse « (comme toujours) absolument hors norme ».

## Titres
1. Le Tout pour le tout (Fontaine/Péchin)
2. Les Beaux Animaux (Fontaine/Higelin)
3. J'irai pas (Fontaine/Péchin)
4. Je vous déteste (Fontaine)
5. Chrysler (Fontaine/Pechin)
6. Haute Sécurité (Fontaine/Belkacem)
7. Break 1 (Fontaine)
8. Ragilia (Fontaine/Belkacem)
9. God Go to Hell (Fontaine/Belkacem)
10. Blues Kenavo (Fontaine/Péchin)
11. Vendetta (Fontaine/Péchin)
12. Terre neuve (Fontaine/Belkacem)
13. Break 2 (Fontaine/Péchin)
14. Hermaphrodite (Fontaine/Péchin)
15. Break 3 (Fontaine)
16. Parlons d'autre chose (Fontaine/Belkacem)
17. Break 4 (Fontaine)